# 蒂達·史雲頓
凯瑟琳·玛蒂尔达·斯温顿（英語：Katherine Matilda Swinton，1960年11月5日—）是蘇格蘭的一名女演员。她因出演独立电影和票房大片而知名；蒂尔达不仅获得3项金球奖和5项美国演员工会奖的提名，还斩获不少荣誉，这其中就包括奥斯卡金像奖和英国电影学院奖。2020年，《纽约时报》评价蒂尔达·斯温顿为21世纪最伟大的女演员之一。
蒂尔达·斯温顿的演员职业生涯始于《卡拉瓦乔》（1986年）、《英格兰末日》（1988年）、《战争安魂曲》（1989年）和《花园》等实验电影。随后她凭借出演《爱德华二世》（1991年）中的伊莎贝拉而拿下威尼斯电影节的沃尔皮杯最佳女演员奖。紧接着，她又因为主演莎莉·波特执导的电影《美丽佳人欧兰朵》（1992年）而获得欧洲电影奖最佳女主角的提名。
蒂尔达后来又出演了电影《欲劫迷离》（2001年）并因此获得金球奖提名。然后，她又出演了电影《香草天空》（2001年）和《改编剧本》（2002年）。凭借电影《年轻的亚当》（2003年），蒂尔达获得了英国电影学院苏格兰奖最佳女主角。她在电影《全面反擊》（2007年）的演出为她获得了第80届奥斯卡金像奖和第61届英国电影学院奖的最佳女配角。在此之前，她还出演了电影《康斯坦丁》（2005年）；而之后她则在《茱莉亚》（2008年）和《我是爱》（2009年）中担任角色。她因在琳恩·拉姆塞所执导的心理惊悚片《凯文怎么了？》中的表现而备受赞誉，同时她也凭借这部电影获得了英国电影学院奖最佳女主角的提名。
凭借出演“纳尼亚传奇系列电影”（2005年－2010年）中的白女巫和“漫威电影宇宙”中的古一，蒂尔达·斯温顿在全球范围内得到了更广泛的认知度。同时她也因为连续出演由韦斯·安德森所执导的《月升王国》（2012年）、《布达佩斯大饭店》（2014年）、《法兰西特派》（2021年）等所展现出的演技而受到评论界的美誉。
2005年，蒂尔达·斯温顿被英国独立电影奖授予理查德·哈里斯奖，以表彰她对英国电影工业的贡献。2013年，她获得了现代艺术博物馆的特别致敬。2020年，蒂尔达因其“作为表演者和电影制片人的不拘一格的勇气和引人注目的才能，并表彰她对电影文化、独立电影展览和慈善事业的巨大贡献”而获得英国电影协会会士。

## 早年情况
凯瑟琳·玛蒂尔达·斯温顿于1960年11月5日出生于英国的伦敦，她是茱蒂丝·鲍尔福·基伦（Judith Balfour Killen）和吉默加姆宫地主约翰·斯温顿爵士的女儿。她有三个兄弟。她的父亲约翰·斯温顿爵士是英国陆军的退役陆军少将，并在1989年至2000年期间担任伯立克郡尉。而她的母亲茱蒂丝·鲍尔福·基伦则是一名澳大利亚人。蒂尔达·斯温顿所在的斯温顿家族是一个古老的盎格鲁－苏格兰家族，其血统可以追溯到中世纪。她的祖父乔治·斯温顿是一名苏格兰政客和传令官；她的外曾曾祖父约翰·赫顿·巴尔福则是苏格兰植物学家。而蒂尔达则认为自己“首先”是苏格兰人。
蒂尔达·斯温顿就读过三所私立学校：伦敦的女王之门学校、肯特郡七橡树的西希斯女校及短暂就读的爱丁堡费蒂斯公学。西希斯女校是一所寄宿制学校，蒂尔达在这里成为了未来威尔士王妃戴安娜的同学和朋友。成年后的蒂尔达曾从开反对寄宿学校，她称西希斯女校是“一个孤独和孤立的环境”，并认为寄宿学校“是一个非常残酷的成长环境，我不觉得孩子们从那种教育中受益。孩子需要他们的父母以及父母可以提供的爱。”而去念大学之前，蒂尔达前往南非和肯尼亚当了两年的志愿者。
1983年，蒂尔达毕业于剑桥大学纽霍学院并获得了社会与政治学的学位。在剑桥大学就读期间，她加入了大不列颠共产党；后来则加入了苏格兰社会党。在大学期间，蒂尔达开始在舞台上表演。

## 职业履历

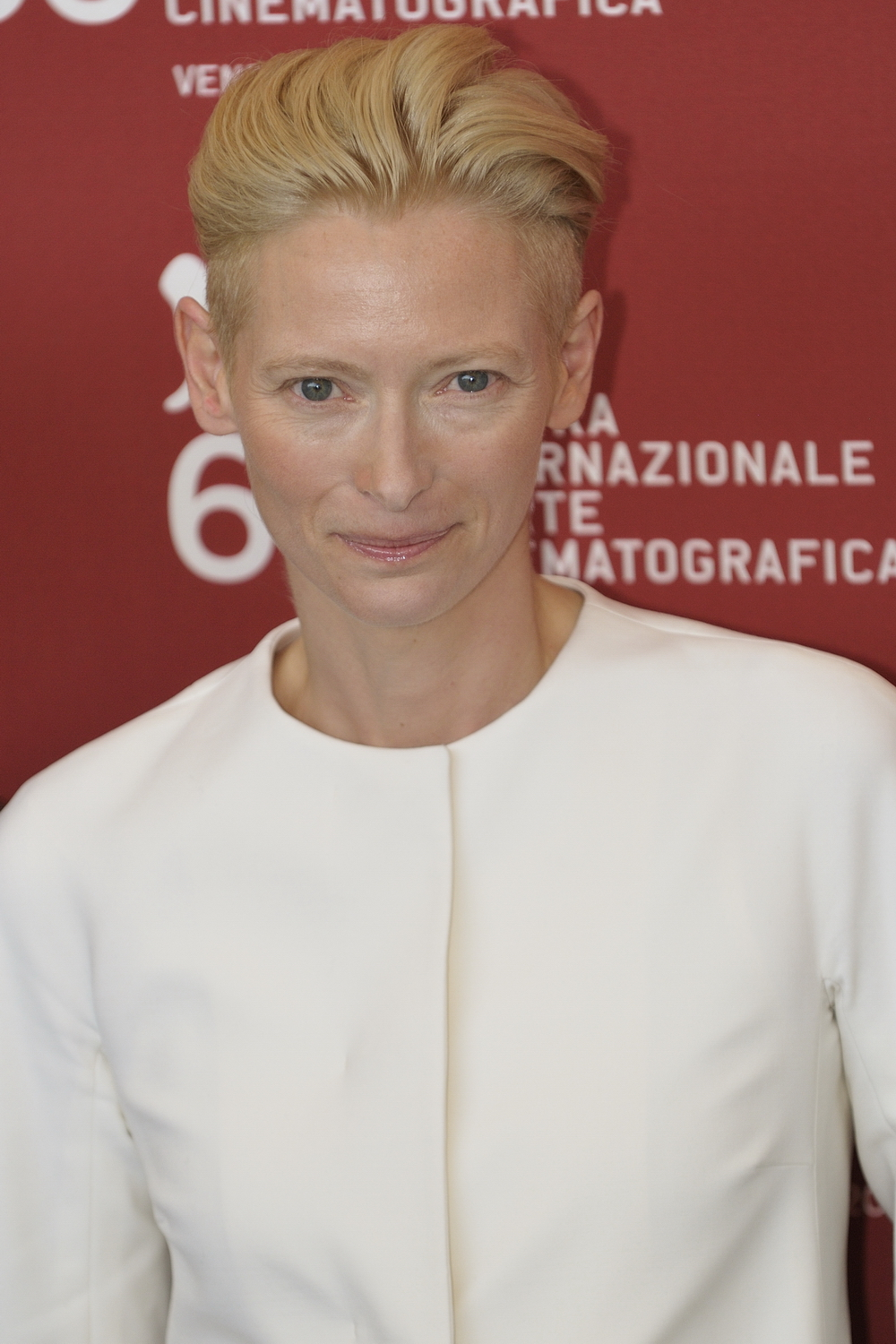
蒂尔达·斯温顿在2009年威尼斯电影节。

1984年，蒂尔达·斯温顿加入皇家莎士比亚剧团并演出了莎士比亚戏剧《一报还一报》。她还曾与爱丁堡的特拉弗剧院合作，于1987年演出了由曼弗雷德·卡尔吉改编创作的戏剧《人就是人》。1986年，蒂尔达出演了她的首部电视作品——《扎斯特罗齐：一段传奇》；这是一部改编自雪莱所著哥特小说的迷你剧，她在其中饰演茱莉娅（Julia）。而她的电影处女作则是参演由德瑞克·贾曼所执导的《卡拉瓦乔》。1987年，蒂尔达与比尔·帕特森一起出演了由彼得·沃伦执导的科幻电影《友谊之死（Friendship's Death）》；她在片中饰演了一个在地球执行和平任务的女性外星机器人。1988年，蒂尔达·斯温顿受邀成为第38届柏林国际电影节的评审团成员。
此后，蒂尔达又陆续出演了德瑞克·贾曼所执导的几部电影，这包括：《英格兰末日》（1987年）、《战争安魂曲》（1989年）、《爱德华二世》等。凭借着在《爱德华二世》中演出伊莎贝拉一角，蒂尔达拿下了1991年威尼斯国际电影节的沃尔皮杯最佳女演员奖。1989年，蒂尔达演出了霍安·霍纳斯的行为艺术作品《火山传奇（Volcano Saga）》。这部28分钟时长的视频作品基于冰岛的传说故事《拉克斯谷人传》进行改编，讲述了一个年轻女子的神话故事，她的梦境昭示着未来。
蒂尔达·斯温顿领衔主演了莎莉·波特所执导的《美丽佳人欧兰朵》，这是改编自弗吉尼亚·吴尔夫小说作品《奥兰多》的电影。这部电影让蒂尔达有可能在银幕上探讨性别表现问题，这也反映了她毕生对雌雄同体风格的兴趣。蒂尔达后来在一次采访中反思了这次表演，并拍摄了一张引人注目的照片。“人们以各种乏味的方式讨论着雌雄同体，”蒂尔达说道，而且还指出最近重新上映的《美丽佳人奥兰多》让她思考起其顺从性。她提到了1920年代以谐趣性出名的非二元性别法国艺术家克劳德·卡恩，“卡恩观察了一种雌雄同体的无限性，我一直对此很感兴趣。”
1993年，蒂尔达成为第18届莫斯科国际电影节的评委。1995年，她与制作人乔安娜·斯坎兰在英国伦敦的蛇形画廊开发了一件行为艺术 / 装置艺术的现场表演。她在那里向公众展示了一个星期，她在玻璃柜里睡着了或看上去睡着了，以此作为一种行为艺术。有时这件作品被错误地归功于可妮莉娅·帕克，斯温顿只是邀请她在伦敦进行合作安装。这场名为《可能（The Maybe）》的表演后来分别于1996年在意大利罗马的乔万尼·巴拉科古雕塑博物馆和2013年在美国纽约的现代艺术博物馆重演。1996年，她出演了轨道乐队》的音乐录影带《{{Link-en|盒 (轨道乐队歌曲)|The Box (Orbital song)|盒》。
近些年，蒂尔达·斯温顿开始转向演出主流电影，这其中就包括在美国电影《欲劫迷离》（2001年）中担任女主角。她在这部电影里饰演了一名同性恋少年的母亲，而她怀疑自己的儿子杀害了他的男朋友。凭借这次出演，蒂尔达得到了金球奖的提名。除此之外，她还在《海滩》（2000年）搭档莱昂纳多·迪卡普里奥，并且出演了《香草天空》（2001年）；同时还在《地狱神探》（2005年）中饰演了天使长加百列。此外，斯温顿又陆续出演了英国电影《屠杀报告》（2003年）和《烈火亚当》（2003年）。由于她在《烈火亚当》中的精彩表演，她获得英国学院苏格兰奖的最佳女主角。

## 个人生活
尽管蒂尔达出生于伦敦并在英格兰就读过多所学校，但她仍将自己的国籍描述为苏格兰，并以她在苏格兰的童年、成长经历及苏格兰贵族家族背景来当理由。1997年，蒂尔达与她当时的伴侣、苏格兰艺术家兼剧作家约翰·伯恩生下一对双胞胎——奥诺·斯温顿·伯恩和泽维尔·斯温顿·伯恩（Xavier Swinton Byrne）。她已经在苏格兰居住了二十多个年头；目前定居在可以俯瞰苏格兰高地马里湾的奈恩，在这里与她一起居住的还有她的孩子及她的现任伴侣桑德罗·科普。桑德罗是德国的一名画家，于2004年开始与蒂尔达交往。
蒂尔达曾签署过一份支持导演罗曼·波兰斯基的请愿书，当时他在前往电影节的路上因其1977年的性虐待指控而被拘留。请愿书认为这将破坏电影节作为电影作品“自由和安全”展示场所的传统，并且逮捕前往中立国家的电影人将可以为“无人知晓后果的行为”打开大门。2018年，蒂尔达表示支持苏格兰独立。
在2021年接受《时尚》杂志采访的时候，蒂尔达提及她认为自己是一个酷儿。她在采访中说道：“我很清楚，对我而言，酷儿实际上与感性有关。我一直觉得我是酷儿——我只是在寻找我的酷儿马戏团，然后我找到了它。而找到它之后，这就是我的世界。”她进一步表示，她与几位有创意的远见者之间的合作帮助她找到了一种熟悉的归属感。而在《卫报》2022年的一份简介里，她说：“碰巧我也是一个酷儿孩子，——这不就是就我的性生活来说，只是古怪。”
2022年1月，蒂尔达·斯温顿透露她正从“长新冠”中恢复，她目前的症状包括起床困难、严重咳嗽、眩晕和记忆力问题；她还考虑退出演艺圈，“接受重新培训而成为姑息治疗师。”之所以有这样的考量，这与蒂尔达曾生活于艾滋病肆虐英国期间所受的创伤，她说这部分经历与拉塞尔·戴维斯执导的迷你剧《这是罪》中的角色有着相似之处；并且也因为“目睹了她的父母在生命的最后时刻从专业护理人员那里得到的关怀支持，以及这对她的影响。”

## 作品荣誉
在蒂尔达·斯温顿的影视职业生涯里，她累积了大量作品，这其中包括六十多个电影角色和十几个电视节目。
而在她的整个职业生涯里，蒂尔达还获得了多项荣誉，包括奥斯卡最佳女配角奖、英国电影学院苏格兰奖最佳女主角、英国电影学院奖最佳女配角、欧洲电影奖最佳女主角、国家评论协会奖最佳女主角、土星奖最佳电影女配角（2次）和沃尔皮杯最佳女演员奖；此外，她还获得5次评论家选择电影奖、3次金球奖和5次美国演员工会奖提名。
2020年，蒂尔达因其“作为表演者和电影制片人的不拘一格的勇气和引人注目的才能，并表彰她对电影文化、独立电影展览和慈善事业的巨大贡献”而获得英国电影协会会士。同年，《纽约时报》评价蒂尔达·斯温顿为21世纪最伟大的女演员。